# Glasproduktion i Glarbo
I slutningen af det 16. århundrede fandt der en omfattende glasproduktion sted i skovene ved Gammel Rye og navnlig omkring Glarbo, der har sit navn efter denne fabrikation.
Det var kong Frederik 2., der fik den ide, at der i skovene omkring Skanderborg og Silkeborg fandtes så mange vindfælder og andet unyttigt træ, at det kunne bruges til brænding af det fornødne trækul.
I 1581 blev der indkaldt  et hold glasbrændere fra Mecklenburg, som fik anvist plads i Rye sogn, men de  forstod sig ikke på håndværket. 1582 fik lensmanden på Skanderborg Claus Glambek (1537-1591) brev på glasbruget, og glasbrænderen  Liboris Trebing fra Hessen fik fra 1585 en imponerende produktion i gang. Til Christian 4.s kroning leveredes således 26.000 drikkeglas, og ruder i stort mængder blev produceret til kongelige slotte over hele landet.
Når skoven var opbrugt i en kilometers tværmål, flyttede man glasproduktionen til et nyt sted, hvor der var brænde ved hånden. Det er forklaringen på de mange lysninger i skovene, hvor der i dag findes landbrug.
Glasproduktionen havde dog kun en kort glansperiode. I 1598 befalede Christian 4., at hele glasproduktionen skulle ophøre til Mikkelsdag, "på det at vore skove ikke mere skal forhugges og lægges øde". Mester Trebing er tilsyneladende blevet boende på egnen, idet han i 1617 meldes dræbt i selve Rye kirke. 
To glasværker, i Stenhule og Hyttekær i Them Sogn, blev udgravet og opmålt i sommeren 1964.